# Альберіте-де-Сан-Хуан
Альберіте-де-Сан-Хуан (ісп. Alberite de San Juan) — муніципалітет в Іспанії, у складі автономної спільноти Арагон, у провінції Сарагоса. Населення — 101 особа (2010).
Муніципалітет розташований на відстані близько 240 км на північний схід від Мадрида, 50 км на захід від Сарагоси.

## Демографія
Динаміка населення (INE ):